# Abutilon andrewsianum
Abutilon andrewsianum là một loài thực vật có hoa trong họ Cẩm quỳ. Loài này được W.Fitzg. mô tả khoa học đầu tiên năm 1918.